# ناوارنکس
ناوارِنْکْس (به فرانسوی: Navarrenx) یک کمون در فرانسه است که در پیرنه-آتلانتیک واقع شده‌است. ناوارنکس ۶٫۲۱ کیلومتر مربع مساحت و ۱٬۱۵۵ نفر جمعیت دارد و ۱۲۵ متر بالاتر از سطح دریا واقع شده‌است.

## خواهرخوانده
شهرهای راین‌اشتتن و سادابا خواهرخوانده‌های ناوارنکس هستند.